# De 39 stegen (film, 1935)
De 39 stegen (originaltitel: The 39 Steps) är en brittisk thrillerfilm från 1935 i regi av Alfred Hitchcock. Filmen är baserad på romanen med samma titel av John Buchan. Robert Donat och Madeleine Carroll med flera medverkar.
Det har funnits tre olika större filmversioner av boken, av vilka Hitchcocks bearbetning har hyllats mest. 1999 kom filmen på fjärde plats på British Film Institutes lista över de 100 bästa brittiska filmerna genom tiderna, medan Total Film 2004 utnämnde den till den 21:a bästa brittiska filmen genom tiderna.

## Handling
Kanadensaren Richard Hannay är på besök i London. Efter en kväll på varieté träffar han Annabella, som säger sig vara förföljd av hemliga agenter. Han erbjuder sig att följa henne hem. Senare på natten mördas Annabella. Hannay vill inte bli tagen av polisen för mordet utan beslutar sig för att själv hitta mördaren. Jakten för honom till de skotska högländerna, samtidigt som han själv jagas av både polisen och spionligan. Under jakten/flykten möter han Pamela, som motvilligt dras med.

## Autogiro
Den skotske industrialisten James George Weir, bland annat styrelseordförande i autogiroföretaget Cierva Autogyro Company, pendlade under 1934 till arbetet i Glasgow i en prototypautogiro av modell Weir W.2. Alfred Hitchcock inlemmade flygning med (en modell av) autogiron G-ACVC av typ Cierva C.30 i berättelsen i filmen, i scener som utspelas i Skottland.

## Rollista i urval
- Robert Donat – Richard Hannay
- Madeleine Carroll – Pamela Shaneakwa
- Lucie Mannheim – Annabella Schmidt
- Godfrey Tearle – Professor Jordan
- Peggy Ashcroft – Margaret
- John Laurie – John
- Helen Haye – Mrs. Louisa Jordan, professorns fru
- Frank Cellier – Sheriff Watson
- Wylie Watson – Mr. Memory